# Phaloria solomonica
Phaloria solomonica är en insektsart som beskrevs av Andrej Vasiljevitj Gorochov 1996. Phaloria solomonica ingår i släktet Phaloria och familjen syrsor.

## Underarter
Arten delas in i följande underarter:
- P. s. malaita
- P. s. vanuatu
- P. s. novageorgia
- P. s. solomonica
- P. s. cristoval
- P. s. isabel